# Cristallo temporale
In fisica, un cristallo temporale è una struttura che si ripete periodicamente nel tempo, così come un normale cristallo tridimensionale si ripete periodicamente nello spazio. Quindi questo è un sistema che si modifica costantemente nel tempo ma torna sempre nella configurazione iniziale alla fine di un periodo. Il cristallo temporale è un nuovo tipo di materia detta "non-equilibrium matter", che ha la peculiarità di non raggiungere mai l'equilibrio termico, dimostrando stabilità e resilienza alle perturbazioni. L'idea è stata proposta per la prima volta nel 2012 dal fisico Frank Wilczek e le prime prove di osservazioni di cristalli temporali sono state pubblicate nel 2017 sulla rivista Nature.

## Evoluzione del modello

### Prime proposte del modello

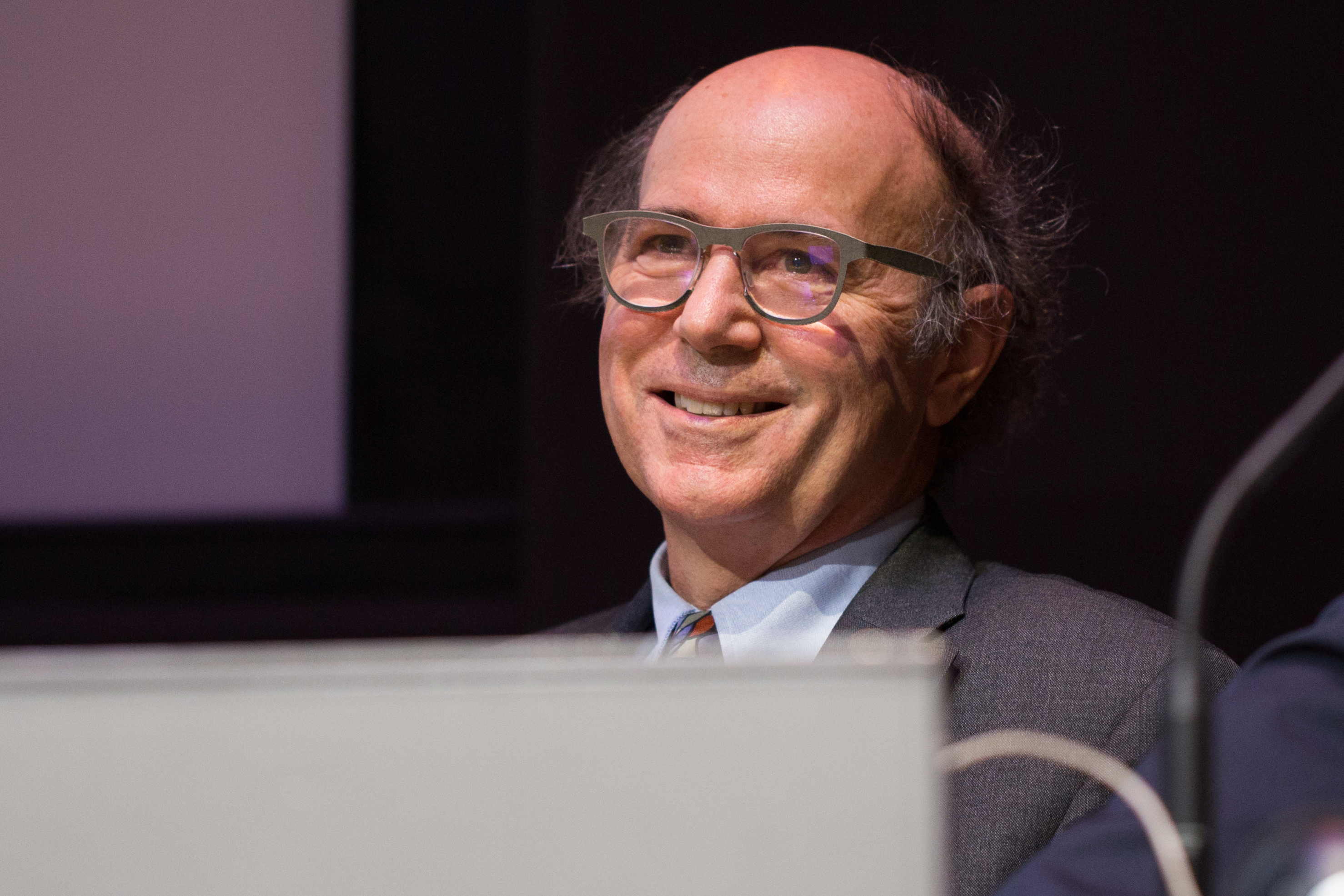
Il premio Nobel Frank Wilczek all'Università di Parigi-Saclay

La prima idea di cristallo temporale fu proposta nel 2012 dal professore al MIT e premio Nobel, Frank Wilczek. Egli considerò la possibilità che sistemi dinamici classici indipendenti dal tempo potessero mostrare un moto periodico nel loro stato di minima energia, dando così origine a una struttura temporale ordinata, analoga a quella spaziale tipica dei cristalli ordinari.
L'idea deriva dallo studio delle simmetrie e delle loro rotture spontanee. Questo è un argomento centrale nella fisica moderna e quella per traslazione temporale è, forse, la simmetria più importante, dal momento che è alla base della ripetibilità degli esperimenti e della conservazione dell'energia. La rottura spontanea di tale simmetria non è mai stata osservata prima, dunque è naturale domandarsi se la simmetria di traslazione temporale possa rompersi spontaneamente in un sistema quanto-meccanico chiuso. Con gli articoli pubblicati nel luglio 2012, Frank Wilczek tentò di dare una risposta affermativa a questa domanda, considerando orbite arbitrarie di variabili angolari come traiettorie a bassa energia per sistemi di Lagrangiane. Secondo il modello proposto (modello solitonico), considerando un elevato numero di particelle disposte ad anello con un'interazione reciproca attrattiva, se il sistema è isolato, il suo stato fondamentale è uno stato simmetrico di densità costante lungo l'anello. Tale stato è però molto fragile e qualsiasi interazione con l'ambiente o qualsiasi tentativo di misura farà collassare il sistema in uno stato ben localizzato lungo l'anello, formando così dei grumi. Questa localizzazione forma il così detto solitone. Se attraversato da un flusso magnetico, la rottura spontanea di simmetria si manifesta, a causa della legge di Faraday, con la rotazione del solitone, cioè con un'onda di densità che si muove lungo l'anello. Lo stato fondamentale presenta dunque movimento residuo periodico, perciò il sistema non è più invariante per trasformazioni di traslazione temporale continua. In generale però, si vede emergere una nuova simmetria nel sistema, ovvero quella per traslazione temporale discreta.
Questa idea è pericolosamente vicina al concetto di moto perpetuo. Intuitivamente, infatti, l'assunto che, allo stato di minima energia, si possa trovare ancora questo tipo di moto induce a pensare che sia possibile estrarre ulteriore energia dal sistema e che, dunque, questo possa fornire energia infinita. Come fa notare Wilczek, però, anche nei superconduttori si può osservare che la corrente elettrica persiste nello stato fondamentale, in condizioni adeguate. Tuttavia, le coppie di Cooper e gli elettroni in rotazione in un anello superconduttore non sono cristalli temporali dal momento che la loro funzione d'onda è omogenea e, dunque, nessuna simmetria di traslazione temporale è rotta.
Nel 2013 Xiang Zhang, nano-ingegnere all'University della California, Berkeley, e il suo team propongono un modello di cristallo spazio-temporale e un metodo per realizzarlo in laboratorio. Nell'articolo da loro pubblicato presentano un modo per creare un cristallo spaziale che sia anche un cristallo temporale, utilizzando ioni raffreddati in una trappola ionica a simmetria cilindrica. La forte repulsione coulombiana fra gli ioni permette la spontanea rottura di simmetria per traslazione spaziale, dando origine a una struttura ordinata. A differenza del soliton model, quindi, anche quando il flusso magnetico è nullo si è comunque di fronte a un cristallo (spaziale). Si propone dunque l'utilizzo combinato di una variazione della trappola ionica di Paul, che genera un potenziale di cattura a forma di anello, e un debole campo magnetico statico. Il campo magnetico è diretto parallelo all'asse dell'anello ed è molto debole, così da avere un'influenza minima sul potenziale. La rotazione persistente di ioni identici, per esempio di {\displaystyle ^{9}Be^{+},}in queste condizioni, è un fenomeno quantistico macroscopico che diventa più visibile quando il numero di particelle è grande.
Se si confinano molti ioni in un potenziale per formare la struttura di un cristallo tridimensionale, questi ruoteranno tutti con la stessa frequenza angolare e avranno così formato un cristallo 4D spazio-temporale. La rotazione degli ioni confinati può essere rilevata tramite la misura dell'effetto Doppler causato dal movimento, ma è possibile anche osservarla direttamente misurando la posizione di uno ione in due istanti differenti. Per esempio, se si ha un anello formato da N ioni identici di {\displaystyle ^{9}Be^{+}} nel loro stato fondamentale, si può usare un impulso laser su uno ione per alterare il suo stato iperfine e quindi "marchiarlo". La coerenza di memoria dei qubit si è dimostrata essere maggiore di 10 secondi per il {\displaystyle ^{9}Be^{+}}. Quindi, utilizzando un secondo laser come sonda, che può andare incontro a scattering solo con lo ione marchiato, si può misurare lo spostamento angolare compiuto nell'intervallo di tempo trascorso tra il primo impulso laser e il secondo. La grossa differenza tra questo modello e le coppie di Cooper che, assieme agli elettroni, si muovono in un anello superconduttore, è che queste ultime non sono ordinate nello spazio, quindi la misura della posizione di una singola particella non permette di localizzare spazialmente tutte le altre, lasciando la funzione d'onda di probabilità omogenea nel ground state. Il cristallo temporale, invece, permette, tramite una debole osservazione di una singola particella, di conoscere subito le coordinate di tutte le altre, quindi questa disomogeneità dello stato fondamentale è ciò che rompe la simmetria.

### No-go Theorem
In seguito alle proposte di questi modelli, poco dopo, alcuni commenti e articoli confutarono l'idea e la plausibilità di un cristallo temporale, almeno secondo la sua prima definizione. In particolare Patrick Bruno, fisico teorico all'ESRF, commentò entrambi i modelli in due articoli del 2012 e ne mostrò le inesattezze. Parlando del modello solitonico poneva il caso in cui il numero di particelle fosse molto grande, così che l'ampiezza del solitone tendesse a zero, assieme alla sensibilità rispetto a un flusso magnetico. Interagendo con l'ambiente esterno (come per esempio la radiazione elettromagnetica, se le particelle hanno una carica elettrica), i "grumi", ruotando, dovrebbero irradiare energia mentre sono allo stato fondamentale, violando così il principio di conservazione dell'energia, probabilmente il più forte principio della fisica. Questo suggerisce che lo stato del solitone rotante di Wilczek non sia lo stato fondamentale, ma che il vero stato fondamentale sia in realtà stazionario. Le soluzioni esplicite delle equazioni di Schrödinger non lineari portarono Patrick Bruno ad affermare che il sistema avesse un livello di energia minore di quello di Wilczek. Riguardo al modello di cristallo spazio-temporale, invece, i problemi sono molteplici. In primo luogo si osserva che se il cristallo, composto da ioni disposti ad anello, rompesse davvero la simmetria per traslazione temporale, questo dovrebbe generare un campo elettromagnetico e irradiare energia, violando la legge di conservazione dell'energia. Xiang Zhang afferma che dal momento che il sistema è già nel suo stato fondamentale non c'è perdita di energia irradiata causata dalla rotazione, ma non spiega come cariche localizzate rotanti possano bypassare le equazioni di Maxwell ed evitare di irradiare. In secondo luogo lo stato fondamentale dell'Hamiltoniana presenta una densità di carica e di corrente indipendenti dal tempo; quindi, pur se il cristallo ruotasse, generando corrente, dimostrerebbe una densità stazionaria e rotazionale uniforme, venendo meno alla definizione di cristallo temporale. Questi errori riconducono al fatto che si sta cercando una rottura spontanea di simmetria, che può avere luogo solo nel limite termodinamico ({\displaystyle N\rightarrow \infty }), e che non può essere rappresentata da un calcolo per N finito. Bruno e Nozières nei loro articoli escludono rigorosamente la possibilità di un moto rotazionale spontaneo nel ground state per un'ampia classe di sistemi. Queste argomentazioni, però, sono limitate al caso di un anello sottoposto a un flusso magnetico: non precludono in generale l'esistenza dei cristalli temporali. Altri modelli furono, infatti, proposti successivamente come possibili realizzazioni differenti di cristalli temporali, correggendo sistematicamente le inesattezze emerse.
Lo scenario che si presenta a questo punto rischia di generare confusione, tra condizioni di esistenza e successive confutazioni troppo stringenti e situazionali. Parte del problema sta nella mancanza di una definizione matematica precisa e rigorosa di cosa sia un cristallo temporale. Watanabe e Oshikawa propongono una definizione di “time crystal” all'equilibrio, una naturale generalizzazione di quella di cristallo ordinario che può essere formulata precisamente anche per il cristallo temporale, che si basa sul comportamento a lunga distanza delle funzioni di correlazione. Infatti, tutte le convenzionali rotture di simmetria si possono definire in termini di queste funzioni, senza dover introdurre un campo che rompa la suddetta simmetria. Dunque, un sistema è un cristallo temporale se la funzione di correlazione non si annulla all’aumentare della distanza e presenta un'oscillazione periodica nel tempo. Inoltre, Watanabe e Oshikawa mostrano che nessun ordine su lunga distanza dipendente dal tempo è possibile; in altre parole l’esistenza di cristalli temporali all’equilibrio è definitivamente proibita da questo teorema di impossibilità (“no-go theorem” in inglese). Quindi, il modello iniziale di cristallo di Wiczek che prende in considerazione lo stato fondamentale, e quindi di equilibrio, del sistema è, a questo punto, fisicamente impossibile.

### Cristalli temporali in condizioni di non equilibrio
Il no-go theorem si applica solo agli stati di equilibrio ma lascia aperto il problema di quelli di non equilibrio. Lo studio dei sistemi in non equilibrio è un argomento estremamente vasto e ancora largamente inesplorato, nonostante i molti progressi fatti recentemente grazie a tecniche sperimentali sempre più all'avanguardia. Il motivo principale è che, mentre il concetto di equilibrio termico è ben chiaro e definito, con il termine "non equilibrio" è possibile identificare svariate circostanze. Per esempio Volovik investiga la rottura spontanea di simmetria per traslazione temporale in una pubblicazione del 2013, dove propone alcuni esempi di sistemi in non equilibrio che persistono per lungo periodo di tempo prima di raggiungere il completo equilibrio termico. In particolare, il fisico conclude che la rottura spontanea di simmetria cercata si può osservare solo quando il tempo di rilassamento di un qualsiasi numero quantico Q è molto maggiore del tempo di rilassamento energetico, ovvero il tempo impiegato per raggiungere l'equilibrio, ma comunque non un tempo infinito, cioè Q non è conservato. Tra i vari esempi, si può citare il fenomeno dei magnoni in un superfluido, in cui il numero quantico preso in considerazione è {\displaystyle S_{z}}, ovvero la proiezione dello spin sulla direzione del campo magnetico. In completo equilibrio, una volta applicato al sistema un campo magnetico, {\displaystyle S_{z}}ha un certo valore. Ma se il sistema presenta un valore di {\displaystyle S_{z}}diverso da quello di equilibrio, si manifesta una rottura spontanea di simmetria attraverso una coerenza collettiva della precessione di spin di tutto il superfluido, che persiste, ma si riduce lentamente di volume durante il tempo di rilassamento del suddetto numero quantico.
Un sistema indotto in uno stato eccitato è un esempio di condizione di non equilibrio, un altro scenario può essere rappresentato da sistemi periodicamente guidati. Se la hamiltoniana è dipendente dal tempo, la simmetria per traslazione temporale è chiaramente rotta, ma se essa è periodica nel tempo, rimane una simmetria per traslazione temporale discreta. Una traslazione di tempo {\displaystyle t}, multiplo del periodo {\displaystyle T}, lascia l'Hamiltoniana invariata. Il sistema può rompere questa simmetria, mostrando invarianza solo per traslazioni temporali di una quantità {\displaystyle nT}, dove {\displaystyle n} è un numero intero. Questa rottura spontanea di simmetria prende il nome di "Floquet time crystal". Quando un generico sistema a molti corpi non integrabile evolve nel tempo, ci si aspetta che questo raggiunga l'equilibrio termico. Questo stato è caratterizzato da un piccolo numero di quantità estensive (entropia, energia interna, potenziale chimico ecc.) e tutte le altre informazioni locali dello stato iniziale sono distribuite su tutto il sistema e sono, quindi, inaccessibili. Tuttavia, la termalizzazione non è l'unico risultato possibile per un sistema a molti corpi. Per esempio, sistemi integrabili invarianti per traslazione sono noti per non raggiungere l'equilibrio termico, perché vi sono molte quantità conservate che possono essere espresse come somma di operatori locali. Questa proprietà dipende dal tipo specifico di Hamiltoniana e può verificarsi per modelli molto delicati e sensibili a variazioni. D'altro canto, quando è presente sufficiente disordine la localizzazione può avvenire e dare luogo al fenomeno studiato da P. W.Anderson, ovvero la localizzazione di Anderson. La presenza di disordine previene la trasmissione di calore ed elettricità e il sistema non riesce quindi a termalizzarsi o a condurre. Un sistema a molti corpi localizzato non riesce a raggiungere l'equilibrio termico, preserva, quindi, le informazioni sullo stato iniziale ed è sufficientemente resiliente alle perturbazioni, fin quando il disordine è abbastanza forte. Questo principio può essere applicato a un sistema di Floquet a molti corpi, che rappresenta il caso di un sistema "guidato" da un campo esterno, il quale induce la periodicità dell'hamiltoniana. Un cristallo temporale in questo caso si manifesta con la rottura di simmetria per traslazione di tempo discreta e torna allo stato iniziale solo dopo multipli interi del periodo della guida esterna. Il cristallo, quindi, risulta in realtà un cristallo temporale discreto.
Norman Yao e il suo team (University of California, Berkeley) espongono, in un articolo pubblicato nel 2016, un modello teorico di un sistema quantistico che permette la formazione di un cristallo temporale, e anche un procedimento per realizzarlo in laboratorio. l sistema proposto è una catena monodimensionale di ioni raffreddati sottoposta a una guida esterna alternata che prima inverte tutti gli spin e poi gli permette di interagire fra loro. Questa interazione si verifica in presenza di campi magnetici esterni disordinati, che forniscono il disordine necessario a far sì che il fenomeno di MLB (many-body localization) abbia luogo. Yao calcola il range di parametri entro i quali un cristallo temporale discreto può esistere, e mostra come questi cambino al variare delle dimensioni del sistema. Una proprietà cruciale di questi discrete time crystals è la loro "rigidità": anche quando i parametri del campo esterno che guida il sistema vengono leggermente modificati (per esempio facendo in modo che l'impulso esterno non sia tale da invertire perfettamente lo spin), il periodo di oscillazione del cristallo temporale rimane rigidamente bloccato.

### Creazione dei primi cristalli temporali
Dopo la pubblicazione di tale proposta, sono finalmente effettuate osservazioni sperimentali dal team di Chris Monroe all'Università del Maryland nel settembre 2016, e da Mikhail Lukin e il suo gruppo all'Università di Harvard a ottobre. Nel lavoro di Monroe, che segue maggiormente le linee guida di Yao, il cristallo temporale è realizzato con una stringa di ioni di itterbio, in relazione tra loro dalla mutua interazione coulombiana. Durante l'applicazione alternata di sequenze di precisi impulsi laser, che inducono lo spin flip o generano interazione fra gli spin e introducono disordine, si controlla l'evoluzione temporale del sistema e, come predetto da Yao, la magnetizzazione degli spin oscilla con un periodo esattamente doppio dell'impulso laser iniziale. La simmetria per traslazione temporale discreta, in questo modo, è rotta in un suo sottogruppo, cioè in una nuova simmetria per traslazione temporale discreta ma con un periodo doppio. Questa oscillazione persiste anche quando sono modificati i parametri dell'impulso laser che induceva lo spin flip iniziale, dimostrando che si può parlare a tutti gli effetti di un cristallo. Infatti la rigidità è un elemento chiave nei cristalli in generale, assieme alla nota resistenza alla variazione della distanza fra gli atomi, che si manifesta macroscopicamente con la loro "durezza"; in quelli temporali si nota una resilienza alle perturbazioni e alla variazione di frequenza di oscillazione.
Lukin e il suo team studiano invece un insieme di circa un milione di impurità all'interno di un diamante, chiamate "nitrogen-vacancy center". Impiegano radiazione elettromagnetica, cioè microonde, per invertire alternativamente gli spin delle impurità e generare un'interazione spin-spin, il tutto in presenza del disordine casuale necessario, già presente nativamente all'interno del diamante. Nonostante il sistema sia completamente differente da quello utilizzato da Monroe, i ricercatori osservano le stesse caratteristiche tipiche di un cristallo temporale: oscillazione a multipli interi del periodo di drive {\displaystyle T} (sia 2{\displaystyle T} sia 3{\displaystyle T} in questo esperimento) e la resistenza alla perturbazione del segnale di drive.
Entrambi i team hanno inoltre misurato il punto di confine, predetto da Yao, al di fuori del quale altri fenomeni prendono il sopravvento e il cristallo temporale si "scioglie". Tali risultati, conseguiti in modi così diversi, dimostrano che il cristallo temporale è a tutti gli effetti un nuovo stato della materia, non una semplice curiosità relegata ad alcuni sistemi specifici.
Nel 2023 è stato realizzato un cristallo temporale capace di persistere almeno 40 minuti, 10 milioni di volte più duraturo del record precedentemente realizzato.

## Principi fisici

### Rottura spontanea di simmetria
La materia è composta da atomi, organizzati in diversi modi quindi con diverse proprietà fisiche e differenti simmetrie. Un sistema può modificare la propria simmetria tramite una transizione di fase. Un esempio è il passaggio dallo stato liquido a quello cristallino a cui è associata una rottura spontanea della simmetria per traslazione spaziale.
In un sistema quantistico una rottura spontanea di simmetria si ha quando l'hamiltoniana è invariante sotto un dato gruppo di simmetria, ma non lo è la realizzazione fisica del sistema.
Secondo la teoria di Landau, solo quando il parametro d'ordine ha un valore di aspettazione diverso da zero si osserva una rottura spontanea di simmetria, ma è noto che la meccanica statistica non è in grado di rilevare la in un sistema di grandezza finita. La soluzione al problema è fornita da Bogoljubov introducendo un termine di rottura di simmetria nella hamiltoniana. Ora che l'insieme non è più simmetrico, il parametro locale d'ordine può avere un valore di aspettazione diverso da zero. Per riottenere la hamiltoniana simmetrica bisogna prima porre il limite termodinamico, quindi far tendere il volume all'infinito, e solo dopo mandare a zero il termine aggiunto all'hamiltoniana. Tuttavia, spesso il metodo di Bogoljubov non è tra i più diretti ed è preferibile una definizione alternativa formulata in termini di correlazione long-range del parametro d'ordine
{\displaystyle \lim _{|x-x'|\rightarrow \infty }\langle {a(x)a(x')}\rangle =c}
Si ha rottura spontanea di simmetria quando la correlazione del parametro d'ordine locale non si annulla a lunghe distanze {\displaystyle (c\not =0)}.

### Proprietà di gruppo
Si consideri per esempio un modello di Ising prossimo alla temperatura zero e senza campi esterni. Il modello presenta una simmetria globale di parità che è rotta spontaneamente in due stati di ground {\displaystyle |{\uparrow ...\uparrow }\rangle }e {\displaystyle |{\downarrow ...\downarrow }\rangle }. Questi stati hanno un valore di aspettazione del parametro d'ordine diverso da zero, rappresentato dalla magnetizzazione. Sappiamo per le leggi quantomeccaniche che il sistema potrebbe esistere anche in una combinazione dei due ground state
{\displaystyle |{\pm }\rangle ={{|{\uparrow ...\uparrow }\rangle \pm |{\downarrow ...\downarrow }\rangle } \over {\sqrt {2}}}}
Questo stato (detto "gatto di {\displaystyle Schr{\ddot {o}}edinger}", o "cat state") rispetta la simmetria di parità del sistema. Questo è applicabile quando il sistema ha un numero finito di gradi di libertà, ma quando si ha un numero infinito di spin il cat state è fisicamente irrealizzabile. Una perturbazione infinitesima si tradurrà in uno splitting dei due stati. Questo accade a causa del fatto che la perturbazione agisce localmente e non coinvolge l'intera catena di spin nello stesso momento, quindi i primi due stati sono stabili nel limite termodinamico, ma lo stato {\displaystyle |{\pm }\rangle } no.
La descrizione fisica del nostro sistema con un infinito numero di gradi di libertà è limitata dal fatto che si possono operare solamente misure locali e non si può agire sull'intero sistema. Questo principio è codificato nella proprietà di gruppo di decomposizione:
{\displaystyle \lim _{|x-y|\rightarrow \infty }\langle {\Phi |O_{1}(x)O_{2}(y)|\Phi }\rangle -\langle {\Phi |O_{1}(x)|\Phi }\rangle \langle {\Phi |O_{2}(y)|\Phi }\rangle =0}
Gli stati {\displaystyle |{\uparrow ...\uparrow }\rangle }e {\displaystyle |{\downarrow ...\downarrow }\rangle } rispettano tale proprietà e sono quindi fisicamente realizzabili, a differenza dello stato {\displaystyle |{\pm }\rangle }.
Si può affermare in conclusione che la rottura spontanea di simmetria avviene quando lo stato di ground, che preserva la simmetria, viola la proprietà di decomposizione.

### Definizione di cristallo temporale
Nel 2015 viene formulato un teorema no-go che impedisce l'esistenza di cristalli temporali all'equilibrio.
Watanabe e Oshikawa formulano una precisa definizione di cristallo temporale, assente fino a quel momento, definendo un cristallo temporale come un sistema in cui la funzione di correlazione
{\displaystyle \lim _{V\rightarrow \infty }\langle {\phi (x,t)\phi (0,0)}\rangle =f(t)}
non si annulla per {\displaystyle |x|} abbastanza grande ed esibisce un'oscillazione periodica nel tempo.
Una definizione equivalente può essere formulata in termini del parametro d'ordine integrato
{\displaystyle \Phi (t)=\int _{V}dx^{d}\phi (x,t)}
{\displaystyle \lim _{V\rightarrow \infty }{{\langle {\Phi (t)\Phi (0)}\rangle } \over {V^{2}}}}
Watanabe e Oshikawa mostrano che un ordine su lunga distanza dipendente dal tempo è impossibile, provando che:
{\displaystyle \lim _{V\rightarrow \infty }{{\langle {\Phi (t)\Phi (0)}\rangle } \over {V^{2}}}=c}
dove {\displaystyle c} è una costante. Escludendo definitivamente la possibilità dell'esistenza di cristalli temporali all'equilibrio.

### Floquet Time Crystal MBL
Anche se è stato provato che i cristalli temporali non possono esistere in uno stato di equilibrio, nulla vieta che possano esistere in uno di non equilibrio. Una delle possibili realizzazioni è rappresentata dai sistemi di Floquet, cioè sistemi in cui l'Hamiltoniana è periodica nel tempo.
Volendo dare una definizione del fenomeno si può affermare che: data una hamiltoniana periodica nel tempo con un periodo {\displaystyle T}, alcune delle osservabili presenti oscillano con un periodo {\displaystyle nT}, con {\displaystyle n} numero intero. Dunque il gruppo di simmetria generato dalla traslazione di tempo {\displaystyle T}è rotto spontaneamente nel sottogruppo generato dalla traslazione di tempo {\displaystyle nT}.
Un sistema quindi, per definizione, evolve secondo una Hamiltoniana dipendente dal tempo:
{\displaystyle H(t+T)=H(t)}
dove {\displaystyle T} è il periodo.
L'equazione di {\displaystyle Schr{\ddot {o}}edinger}:
{\displaystyle {\biggl (}H(t)-i\hbar {\partial  \over \partial t}{\biggr )}|{\Psi (t)}\rangle =0}
ha soluzioni della forma:
{\displaystyle |{\Psi _{\alpha }(t)}\rangle =exp(-i\epsilon _{\alpha }t/\hbar )|{\Phi _{\alpha }(t)}\rangle }
dove {\displaystyle |{\Phi _{\alpha }(t)}\rangle } è periodico nel tempo.
Gli autostati di Floquet obbediscono alla proprietà:
{\displaystyle |{\Psi _{\alpha }(t+T)}\rangle =exp(-i\epsilon _{\alpha }T/\hbar )|{\Psi _{\alpha }(t)}\rangle }
e diagonalizzano l'operatore unitario di evoluzione {\displaystyle U(T)}.
In generale i sistemi di Floquet non conservano l'energia: nel caso ergodico generale il sistema può assorbire energia dalla guida esterna indefinitamente, quindi ci si aspetta che si termalizzi a uno stato termico di temperatura infinita. Se è presente sufficiente disordine nel sistema, questo gli impedisce di termalizzarsi e di continuare ad assorbire energia all'infinito (si fa riferimento al fenomeno di localizzazione di Anderson).
Si considera quindi una Hamiltoniana MLB (Many-body Localization), cioè dotata di un termine che aggiunge disordine e il risultato è un sistema detto di Floquet MBL.
Si può definire un Floquet Time Crystal affermando che: la rottura di simmetria per traslazione temporale avviene se tutti gli autostati di Floquet violano la proprietà di decomposizione.
In altre parole la rottura spontanea di simmetria può avvenire in un sistema di Floquet quando gli stati che preservano tale simmetria sono fisicamente irrealizzabili. Come conseguenza gli stati saranno invarianti per traslazioni di tempo pari a multipli interi del periodo del drive.
La ricetta di base per un cristallo temporale di Floquet si compone di tre ingredienti:
- Interazione
- Disordine
- Drive periodico

Presa una catena di spin, tali ingredienti sono ottenuti utilizzando un driving "stroboscopico" a due step:
- nel primo intervallo di tempo si applica una {\displaystyle H_{MBL}} i cui autostati sono localmente ordinati rispetto alla direzione {\displaystyle z} dello spin
- nel secondo intervallo si applica il {\displaystyle \pi -pulse} che inverte gli spin

{\displaystyle {\begin{aligned}H_{MBL}{\begin{cases}H_{1}=\sum _{ij}J_{ij}\sigma _{i}^{z}\sigma _{j}^{z}\\H_{2}=\sum _{i}D_{i}\sigma _{i}^{z}\\\end{cases}}\\H_{3}=g(1-\epsilon )\sum _{i}\sigma _{i}^{y}\end{aligned}}}
dove {\displaystyle H_{MBL}} è composta da un termine d'interazione ({\displaystyle H_{1}}) e un termine di disordine ({\displaystyle H_{2}}). Quando {\displaystyle \epsilon =0} si ha un {\displaystyle \pi -pulse} perfetto.
Le configurazioni di UP e di DOWN degli spin si rivelano essere macroscopicamente distinguibili, quindi in questo caso gli autostati di Floquet non rispettano la proprietà di decomposizione. Negli stati realizzabili fisicamente la simmetria per traslazione temporale in un singolo ciclo è rotta, infatti il sistema tornerà nella configurazione iniziale solo dopo il secondo {\displaystyle \pi -pulse} che invertirà nuovamente gli spin.

## Termodinamica
Per quanto i cristalli temporali rompano la simmetria temporale, essi non sono in contraddizione con le leggi della termodinamica. All'interno del sistema infatti, l'energia è conservata (i cristalli, ad esempio, non convertono spontaneamente l'energia termica degli atomi in lavoro meccanico). Inoltre l'apparente "moto perpetuo" dei cristalli temporali non rappresenta una forma convenzionale di energia cinetica e, probabilmente, il loro moto non è infinito.
I cristalli temporali non violano la seconda legge della termodinamica come dimostrato in uno studio condotto da Google, Princeton, Stanford e altri enti. L'entropia, intesa come una  misura del disordine del sistema rimane costante nel tempo, soddisfacendo così la disequazione applicabile ai sistemi isolati:
{\displaystyle dS\geq 0}
Un cristallo temporale perciò è sia stabile sia in continuo movimento, con momenti che si ripetono periodicamente.

## Esperimenti

### Osservazione di un Cristallo Temporale Discreto
Nel 2016 il team di Chris Monroe, all'università del Maryland, realizza la prima osservazione sperimentale di un cristallo temporale discreto.
Nell'articolo viene riportata l'osservazione della rottura di simmetria per traslazione temporale discreta e la formazione di un DTC (Discrete time Crystal) in una catena di spin di ioni atomici, sotto l'influenza di un'hamiltoniana periodica di Floquet-MBL. Si è implementata sperimentalmente un'hamiltoniana di quantum many-body con interazione di Ising a long-range e campi disordinati locali, tramite l'utilizzo di tecniche di controllo ottico. Seguendo l'evoluzione del sistema attraverso svariati periodi di Floquet, si è misurata la correlazione temporale delle dinamiche di magnetizzazione di spin.
È necessario controllare l'interazione fra tre ingredienti chiave: un drive forte, interazioni e disordine. L'Hamiltoniana è formata da questi tre termini in successione con un periodo totale {\displaystyle T=t_{1}+t_{2}+t_{3}}.
Si è disposta una catena di 10 ioni di {\displaystyle ^{171}Yb^{+}} in una trappola di Paul lineare, si sono applicate rotazioni dei singoli spin usando transizioni di Raman, guidate otticamente, tra i due stati di spin. L'interazione tra spin si è ottenuta tramite l'uso di forze di dipolo ottiche spin-dipendenti, che danno luogo all'accoppiamento di Ising, il quale decresce approssimativamente come {\displaystyle J_{ij}\propto J_{0}|i-j|^{\alpha }}. Il disordine programmabile tra gli spin si è introdotto con l'uso di un raggio laser concentrato agente singolarmente su ogni spin tramite AC Stark shift. In seguito si è misurata la magnetizzazione di ogni spin osservandone la fluorescenza con una camera per immagini a risoluzione atomica. Questo permette una misura della magnetizzazione singola {\displaystyle \sigma _{i}^{\gamma }} lungo qualsiasi direzione con una fedeltà {\displaystyle >98\%} per spin.
L'operatore di evoluzione temporale in un periodo di Floquet è
{\displaystyle U(T)=e^{-iH_{3}t_{3}}e^{-iH_{2}t_{2}}e^{-iH_{1}t_{1}}}
Il primo operatore di evoluzione {\displaystyle e^{-iH_{1}t_{1}}} fa ruotare tutti gli spin attorno all'asse y della sfera di Bloch di un angolo {\displaystyle 2gt_{1}=\pi }, ma include anche una perturbazione angolare controllata, {\displaystyle \epsilon \pi }, dove {\displaystyle \epsilon <0,15}. Questa rotazione è soggetta a errori, dati dall'instabilità dell'intensità del laser e dalle disomogeneità ottiche, che vengono controllati con un'imprecisione sull'angolo {\displaystyle <0,5\%}. Il secondo operatore di evoluzione {\displaystyle e^{-iH_{2}t_{2}}} applica l'interazione tra gli spin. Il terzo operatore {\displaystyle e^{-iH_{3}t_{3}}} porta il disordine necessario a localizzare il sistema ed è programmato perché la varianza del disordine sia imposta da {\displaystyle Wt_{3}=\pi }. Partendo da un'inizializzazione degli stati di spin {\displaystyle |{\psi _{0}}\rangle =|{\downarrow }\rangle _{x}}, si sono eseguiti svariati periodi di Floquet e si è poi misurata ma magnetizzazione di ogni spin lungo x, ottenendo la funzione di correlazione temporale
{\displaystyle \langle {\sigma _{i}^{x}(t)}\rangle =\langle {\psi _{0}|\sigma _{i}^{x}(t)\sigma _{i}^{x}(0)|\psi _{0})}\rangle }
Il risultato principale è che con tutti questi elementi, la risposta del sistema è bloccata al doppio del periodo di Floquet, nonostante le perturbazioni del drive in {\displaystyle H_{1}}.
Per {\displaystyle \epsilon } grandi, tuttavia, la fase di DTC scompare. Nel limite termodinamico queste perturbazioni inducono una transizione di fase da DTC a un MBL in cui è assente la rottura di simmetria. Il confine tra le due fasi è definito dalla competizione tra la perturbazione del drive {\displaystyle \epsilon } e l'intensità d'interazione {\displaystyle J_{0}}.

### Osservazione di un cristallo temporale discreto in un diamante
Quasi contemporaneamente al gruppo di Monroe, ma in maniera del tutto indipendente, il team di Mikhail Lukin (Università di Harvard) sperimenta un modo alternativo per realizzare in laboratorio un DTC. Nell'esperimento si è osservata la formazione di un ordine temporale in un insieme di spin di impurità presenti in un diamante, note come centri azoto-lacune o NV (Nitrogen-Vacancy center), a temperatura ambiente. Ogni centro NV ha uno spin elettronico {\displaystyle S=1}, da cui si è ricavato un sistema a due livelli applicando un campo magnetico esterno. Per inizializzare, manipolare e rilevare questi stati isolati di spin si è utilizzato una radiazione a microonde. Il campione in esame ha un'elevata concentrazione di centri NV (45 ppm) e ciò dà luogo a una forte interazione magnetica long-range. Gli spin sono anche soggetti a molteplici fonti di disordine dovute alla tensione del reticolo, a impurità paramagnetiche e alla posizione casuale dei centri NV. Un intenso campo di microonde è utilizzato per controllare l'orientazione di spin, con la conseguente Hamiltoniana
{\displaystyle H(t)=\sum _{i}\Omega _{x}(t)S_{i}^{x}+\Omega _{y}(t)S_{i}^{y}+\Delta _{i}S_{i}^{z}+\sum _{ij}(J_{ij}/r_{ij}^{3})(S_{i}^{x}S_{j}^{x}+S_{i}^{y}S_{j}^{y}-S_{i}^{z}S_{j}^{z})}
Dove {\displaystyle S_{i}^{\mu }} ({\displaystyle \mu \in \{x,y,z\}}) sono gli operatori di spin-1/2 di Pauli agenti sul sistema formato dagli stati {\displaystyle |{m_{s}=0}\rangle }e {\displaystyle |{m_{s}=-1}\rangle },{\displaystyle \Omega _{x(y)}} è la frequenza di Rabi del drive a microonde, {\displaystyle \Delta _{i}} è un campo di disordine con una deviazione standard approssimativa {\displaystyle W=2\pi \times 4,0MHz}, {\displaystyle r_{ij}}è la distanza tra gli spin i e j (la distanza media dello spin più vicino è {\displaystyle r_{0}} circa {\displaystyle 8nm}), e {\displaystyle J_{ij}} sono i coefficienti di interazione dipolare.
Per sondare l'esistenza di un ordine temporale previsto in un time crystal, si è monitorata la dinamica degli spin inizialmente polarizzati lungo la direzione {\displaystyle +{\hat {x}}}, applicando, in un primo periodo di tempo {\displaystyle \tau _{1}}, un drive a microonde continuo lungo {\displaystyle {\hat {x}}} con la frequenza di Rabi {\displaystyle \Omega _{x}=2\pi \times 54,6MHz}. Poi si è ruotato lo spin del sistema di un angolo {\displaystyle \theta }attorno all'asse {\displaystyle {\hat {y}}} utilizzando un forte impulso a microonde con {\displaystyle \Omega _{y}=2\pi \times 41,7MHz} per una durata {\displaystyle \tau _{2}=\theta /\Omega _{y}<<\tau _{1}}. Questa sequenza definisce un periodo di Floquet totale pari a {\displaystyle T=\tau _{1}+\tau _{2}} ed è ripetuto {\displaystyle n} volte prima che la polarizzazione {\displaystyle P(nT)} lungo l'asse {\displaystyle {\hat {x}}} sia misurata. La dinamica di tale polarizzazione è analizzata sia sul dominio temporale sia su quello delle frequenze e la ripetizione di tali misure variando {\displaystyle \tau _{1}} e {\displaystyle \theta } permette di esplorare gli effetti delle interazioni e delle rotazioni.
Si osserva che la polarizzazione si alterna fra valori positivi e negativi con una frequenza subarmonica.
Con un tempo di interazione {\displaystyle \tau _{1}=790ns} e {\displaystyle \theta =1,034\pi }, la polarizzazione mostra un iniziale decremento seguito da una successiva persistenza dell'oscillazione per tutto il tempo d'osservazione dell'esperimento, indicativa della persistenza del DTC e si nota che il tasso di decrescita a lungo termine sembra essere relativamente insensibile alla variazione dell'angolo da {\displaystyle \pi } a {\displaystyle 1,034\pi }, e alla variazione degli stati iniziali di spin, ma incrementa significativamente quando si approccia il confine di fase vicino a {\displaystyle \theta =1,086\pi }.
Infine si è dimostrato che la simmetria per traslazione temporale discreta può essere rotta ulteriormente fino a {\displaystyle Z_{3}}. Per fare ciò si sono utilizzati tutte e tre gli stati di spin dei centri NV, iniziando con tutti gli spin polarizzati con {\displaystyle |{m_{s}=0}\rangle }, si sono applicate due impulsi di microonde, ognuno della durata di {\displaystyle \tau _{2}}. Il primo per le transizioni tra {\displaystyle |{m_{s}=0}\rangle } e {\displaystyle |{m_{s}=-1}\rangle } e il secondo per quelle tra {\displaystyle |{m_{s}=0}\rangle } e {\displaystyle |{m_{s}=1}\rangle }. Il periodo di Floquet è dunque {\displaystyle T=\tau _{1}+2\tau _{2}}.

## Applicazioni

### Sensori
Una possibile applicazione per i cristalli temporali è quella dei sensori ad alta precisione. Le impurità nei diamanti sono già utilizzate per la misura di minuscole variazioni di temperatura e di campo magnetico, ma questo approccio ha dei limiti, perché se c'è una densità troppo elevata di impurità, le loro interazioni distruggono il fragile sistema quantistico. In un cristallo temporale, invece, le interazioni servono ad aumentare la stabilità del sistema. Se si accumulano milioni di impurità in un piccolo spazio, è possibile ottenere un segnale abbastanza forte da essere in grado di sondare in modo efficiente cellule viventi e materiali densi di atomi.
I cristalli temporali possono anche essere utilizzati per migliorare le misurazioni degli orologi atomici. Se questi orologi sono abbastanza sensibili, possono misurare anche le più piccole variazioni nei campi magnetici o gravitazionali, per esempio fornendo informazioni su tunnel e cavità nascoste nel sottosuolo. Orologi atomici in grado di fare ciò esistono già ma sono molto instabili, hanno bisogno di essere raffreddati a una temperature estremamente basse e devono essere tenuti completamente isolati dall'ambiente; condizioni estremamente precise irrealizzabili fuori da un laboratorio adeguatamente attrezzato. Questo a causa del fatto che gli stati di coerenza quantistica sono di durata relativamente breve, perché le particelle quantistiche sono estremamente sensibili alle perturbazioni e si possono destabilizzare in fretta interagendo con l'ambiente. La minima variazione termica o perturbazione proveniente dall'ambiente circostante può causare la perdita di informazioni del sistema quantistico. È qui che entrano in gioco i cristalli temporali. La loro resilienza alle perturbazioni fa sì che il sistema si preservi nella sua condizione di stabilità, anche se lontano dalla condizione di equilibrio.
Una semplice illustrazione del concetto di allontanare qualcosa dall'equilibrio per aumentarne la stabilità è il noto trucco di far alzare una scopa rovesciata sul palmo della mano: se si tiene ferma la mano, la scopa è instabile e cadrà rapidamente, ma se si sposta la mano con il giusto periodo, si può rendere la scopa molto stabile e farla rimanere dritta all'infinito.
Questa applicazione dei time crystal potrebbe portare a orologi atomici molto più stabili e resistenti a perturbazioni dell'ambiente esterno e funzionanti a temperature più elevate, estendendo così la loro applicabilità anche al di fuori dei laboratori, come per esempio in campo militare.

### Computer quantistici
Lo stesso principio di stabilità espresso finora può essere ampiamente applicato ai computer quantistici che si trovano a fronteggiare due sfide opposte tra loro: proteggere i fragili bit quantistici che eseguono i calcoli e mantenerli accessibili per la lettura e la scrittura di informazioni. Una delle particolarità dei qubit è che agiscono in modo diverso quando osservati. Senza una sufficiente coerenza, qualsiasi dato trasmesso, creato o memorizzato in un sistema quantico potrebbe semplicemente svanire nel momento in cui si prova a guardarlo. La soluzione potrebbe essere la creazione di cristalli temporali in bit quantistici, in modo che "vogliano" essere coerenti. I cristalli temporali possono essere la chiave per creare un computer quantistico che non richieda temperature prossime allo zero per funzionare; infatti si è dimostrata possibile la loro creazione a temperatura ambiente.